# 51/13 Singles Collection
51/13 Singles Collection è una compilation del musicista Aphex Twin pubblicata dalla Sire Records nel 1996 solo in Australia e Giappone.
Esiste solo il formato CD e raccoglie i brani degli EP On, On Remixes, Ventolin, Ventolin Remixes e Donkey Rhubarb.

## Tracce
1. On (US Edit) - 6:49
2. Pancake Lizard - 4:30
3. Ventolin (Crowmangegus Mix Edit) - 1:40
4. Ventolin (Cylob Mix) - 5:02
5. Donkey Rhubarb - 5:58
6. Ventolin (Deep Gong Mix) - 6:17
7. 73 Yips - 4:13
8. Icct Hedral (Philip Glass Orchestration) - 7:56
9. Ventolin (Marazavose Mix Edit) - 3:18
10. Ventolin (Asthma Beats Mix) - 1:40
11. Ventolin (Carharrack Mix) - 2:49
12. Respect List - 0:39